# Castros en Gran Bretaña

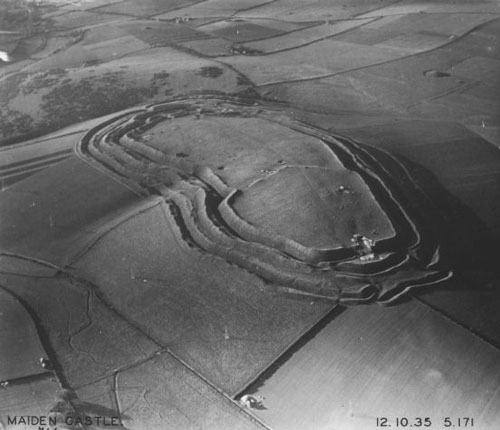
El Castillo Maiden, Dorset, en Inglaterra es uno de los más grandes fuertes de Europa. Fotografía hecha en 1935 por George Allen (1891–1940).

Los Castros en Gran Bretaña se refiere a los diversos castros dentro de la isla de Gran Bretaña. Aunque las primeras construcciones que se ajustan a esta descripción provienen de las islas británicas del Neolítico, con algunas que también datan de la posterior Edad de Bronce, los castillos británicos fueron construidos principalmente durante la Edad del Hierro. Algunos de ellos fueron aparentemente abandonados en las zonas meridionales que formaban parte de la Britania romana, aunque al mismo tiempo, las zonas del norte que permanecieron libres de la ocupación romana vieron aumentar su construcción. Algunas fortificaciones se reutilizaron en la Edad Moderna, y en casos más raros, también en el período medieval posterior. Por elA principios del período moderno, esencialmente todos habían sido abandonados, y muchos fueron excavados por los arqueólogos desde el siglo XIX en adelante.
Hay alrededor de 3.300 estructuras que pueden clasificarse como castros o «recintos defendidos» similares en Gran Bretaña. La mayoría están agrupados en ciertas regiones: el sur y el suroeste de Inglaterra, la costa oeste de Gales y Escocia, las Marcas Galesas y las colinas fronterizas escocesas. Las montañas británicas variaron en tamaño, con la mayoría cubriendo un área de menos de 1 ha, pero el gran resto de las otras que van desde 1 ha hasta alrededor de 12 ha de tamaño. En ciertos casos raros, eran más grandes, con algunos ejemplos de más de 80 hectáreas.
Varios arqueólogos que trabajan en Gran Bretaña han criticado el uso del término «castros» tanto por su conexión percibida con las fortificaciones y la guerra como por el hecho de que no todos esos sitios estaban realmente situados en colinas. Leslie Alcock creía que el término «lugares cerrados» era más exacto, mientras que J. Forde-Johnston comentaba su preferencia por «recintos defensivos».

## Castros de la Edad de Bronce
Los castros británicos, como se reconoce ahora, aparecieron por primera vez en a finales de la Edad del Bronce. Los arqueólogos Sue Hamilton y John Manley creían que formaban parte de «...sustanciales reconfiguraciones paisajísticas y sociales al comienzo del primer milenio antes de nuestra era», que coincidieron con el cambio de tres características de la sociedad británica de la Edad de Bronce: «...la desaparición de un rito funerario arqueológicamente visible, ... el aumento de la deposición de metalistería de prestigio en los ríos, ... y la desaparición de un formato de asentamiento de la Edad de Bronce de grupos de casas redondas situadas dentro de recintos».
Continuaron señalando que «el valor acumulado del lugar puede haber sido importante en el establecimiento de los primeros castros de montaña. Estos están a menudo en lugares con evidentes rastros de monumentos rituales anteriores. Esto puede haber sido un medio de validar nuevas prácticas sociales a través de la creación de vínculos con el pasado». Esta idea fue examinada con más profundidad por el etnólogo J. Forde-Johnston, quien tomó nota de cómo varios castros de la Edad del Hierro habían sido construidos cerca de túmulos de la Edad de Bronce. Comentando el hecho de que ambos tipos de monumentos se construían típicamente en lugares altos, dijo: «No es sorprendente que los dos rasgos coincidan en varias docenas de casos». Añadió que era posible que los castros de montaña se hubieran colocado intencionadamente cerca de los túmulos para protegerse de las «...asociaciones sagradas del lugar de entierro».

## Castros de la Edad del Hierro

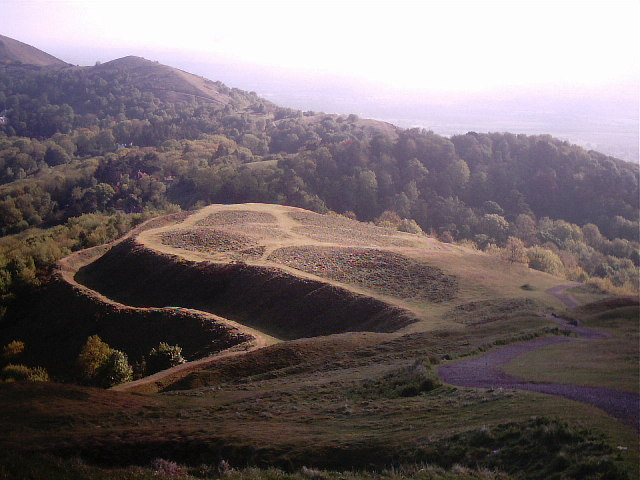
«Campamento británico» (Brithis Camp), un fuerte de contorno en Herefordshire Beacon.

Los castros de la Edad del Hierro han seguido siendo características dominantes en el paisaje británico: como señaló el etnólogo J. Forde-Johnston, «De todos los movimientos de tierra que son una característica tan notable del paisaje en Inglaterra y Gales, pocos son más prominentes o más llamativos que los castros construidos durante los siglos anteriores a la conquista romana». Continuó describiéndolos como un «testimonio elocuente de la capacidad técnica y la organización social de los pueblos de la Edad del Hierro». En una nota similar, el arqueólogo inglés J. C. D. Clark señaló que «los castros de la Edad del Hierro están entre los más impresionantes e informativos de nuestras antigüedades prehistóricas. Impresionan por su mero tamaño, por la altura de sus murallas, por la profundidad de sus zanjas o fosos, por la extensión de las áreas que encierran, y frecuentemente por su posición de mando».
Había «una inmensa variación subsumida dentro de la clase de monumentos llamados castros», y los de la Edad del Hierro británica se han caracterizado por pertenecer a cuatro tipos diferentes. Los dos principales son fuertes de contorno y promontorio, y los dos menores son fuertes de ladera y meseta. Los fuertes de contorno son aquellos «...en los que las defensas cortan la parte superior de una colina desde el suelo de abajo siguiendo, más o menos, la línea de los contornos que la rodean». Los fuertes de promontorio se definen típicamente por «...una zona a la que el terreno está limitado, en mayor o menor medida, por características naturales como acantilados, laderas muy empinadas, ríos, etc. Donde existan tales características se requiere poco o nada de fortificación hecha por el hombre». Los castro de ladera, en lugar de «encerrar la cima de la colina a modo de fuertes de contorno, se sitúan en el terreno inclinado de un lado de la misma, dominado por la cresta», mientras que los de meseta «se enfrentan a un terreno llano por todos lados, independientemente de su elevación sobre el nivel del mar»; estos castros finales están a menudo, aunque de ninguna manera siempre, situados en mesetas, de ahí su nombre.
Los castros de la Edad del Hierro utilizaban defensas tanto naturales como artificiales; las primeras incluían características geográficas como acantilados, laderas empinadas, ríos, lagos y el mar, y las segundas consisten en gran medida en bancos y zanjas. En realidad, en esos lugares se construyeron dos tipos de bancos: los revestidos y los glacis. Las riberas revestidas presentan «una cara exterior vertical o casi vertical al enemigo. Esta cara exterior o revestimiento es normalmente de madera o de piedra seca, o una combinación de ambos, y conserva el núcleo de tierra, tiza, arcilla, etc., derivado en la mayoría de los casos del foso exterior». Los bancos de glacis, por otra parte, «suelen tener una sección transversal triangular y en su forma más simple consiste en un único vertedero del material excavado en el foso». El número de estas murallas difiere en los castros británicos de la Edad del Hierro; algunas, conocidas como univalladas, son de una sola muralla, mientras que otras, conocidas como multivalladas, son fuertes de múltiples murallas. Comentando su distribución en el sur de Gran Bretaña, Forde-Johnston declaró que «aproximadamente un tercio de los fuertes de la Edad del Hierro en Inglaterra y Gales tienen defensas multivalladas, siendo los dos tercios restantes univalladas». Se ha sugerido que únicamente la muralla más interna estaría unida con las otras sirviendo más para hacer espacio y cargas de ruptura.

### Propósito

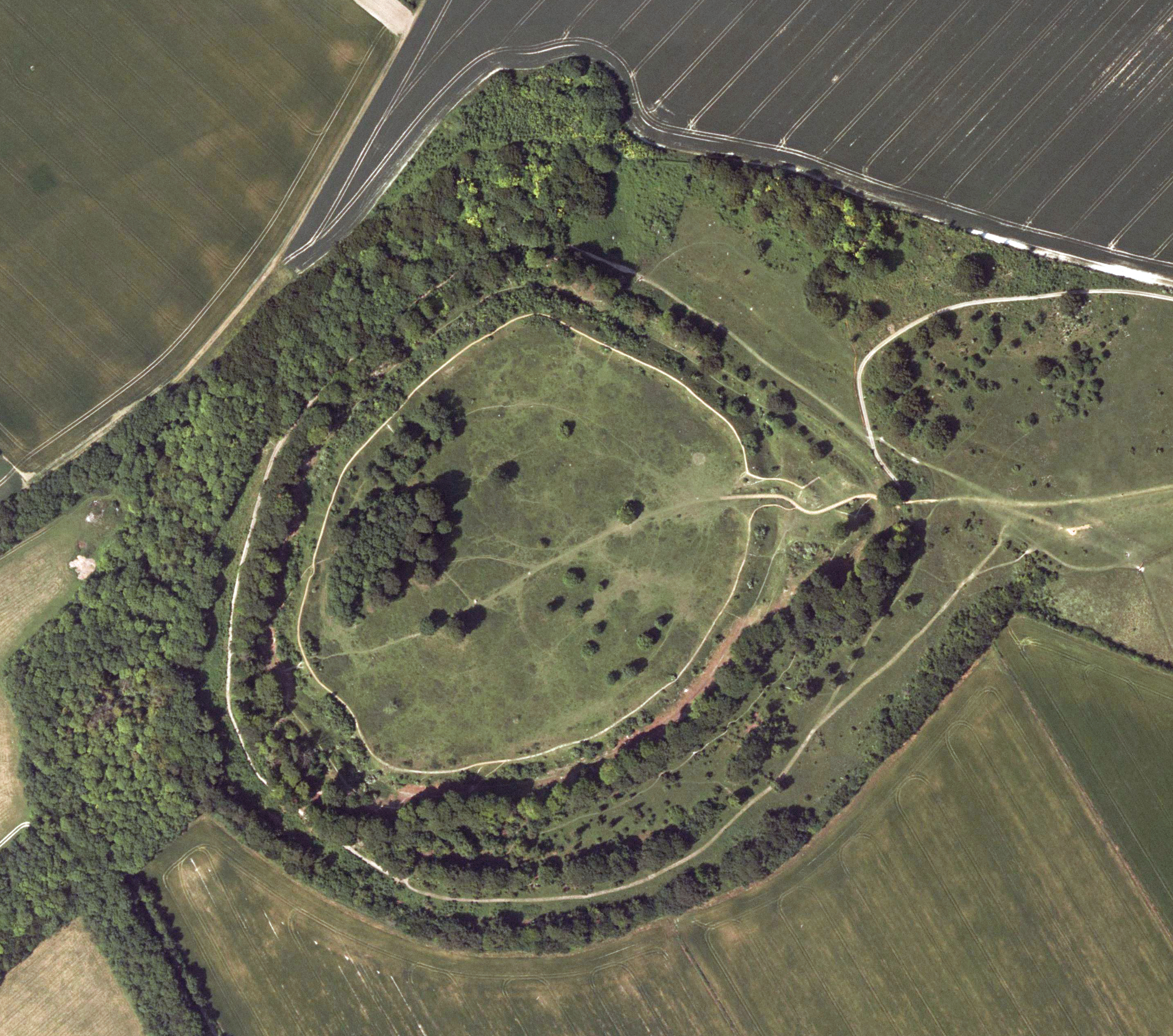
Imagen aérea de Danebury.

La razón por la que los pueblos británicos de la Edad del Hierro construyeron castros de montaña todavía está en discusión. Una escuela dominante entre los arqueólogos en gran parte de los siglos XIX y XX, sostiene que eran principalmente estructuras defensivas construidas en una era de guerra entre tribus. Sin embargo, a finales del siglo XX, varios arqueólogos comenzaron a cuestionar esta suposición, alegando que no había suficiente evidencia para respaldarla. Como Mark Bowden y Dave McOmish comentaron, «hay una tendencia a asumir que todas fueron construidas para propósitos similares y que todas están realizando funciones similares», algo que, según ellos, puede no haber sido cierto. Tomando una postura similar, el arqueólogo Niall Sharples señaló que «Está claro a partir de [mi] análisis de la secuencia [de la construcción] en el Castillo de Maiden, y por comparación con otros sitios, como Danebury, que los castros no tienen una única función. Una variedad de actividades diferentes pueden asociarse con estos sitios y con el tiempo la importancia o quizás el énfasis de ciertas actividades cambió dramáticamente».

#### Uso defensivo
Tradicionalmente se ha asumido que los castros se construyeron con fines defensivos en la Edad del Hierro. Al describir la guerra de la época, el arqueólogo Niall Sharples afirmó que la guerra era una parte tan integral de todas las sociedades humanas agrícolas que era posible «creer a priori que después de la introducción de la agricultura [en el Neolítico] la guerra era una característica constante de las sociedades prehistóricas de las Islas Británicas», y creía que era en este contexto en el que se construyeron como posiciones defensivas.
Escribiendo en 1948, J.G.D. Clark comentó que «el carácter defensivo de los castros no puede ser enfatizado con demasiada frecuencia». Otro arqueólogo con un punto de vista similar, Barry Cunliffe, especialista en la Edad del Hierro, creía que los castros de este período eran asentamientos defensivos.
Sin embargo, varios arqueólogos han puesto en duda la capacidad defensiva de muchos castros. Utilizando el estudio del caso de los castros de Scratchbury en Wiltshire, Bowden y McOmish señalaron que «la posición del [fuerte] sugiere que no se construyó para la defensa» porque «un asaltante potencial está capacitado para observar todas las disposiciones de la defensa», lo que lo hace particularmente vulnerable a los atacantes. En una nota similar, los arqueólogos Sue Hamilton y John Manley, después de investigar los fuertes del sudeste de Inglaterra, señalaron que para esta región, «es digno de mención que la mayoría de los castros son univallados, y carecen de la elaboración profunda del perímetro al que en otros lugares se ha atribuido un papel defensivo».
Niall Sharples, después de aceptar que muchos castros británicos no eran particularmente defendibles, teorizó que la guerra de la Edad del Hierro en Gran Bretaña, como muchas guerras alrededor del mundo, no consistía puramente en violencia física, sino que podría haber «...involucrado exhibición ritual y comportamiento amenazante. Creo que la mayor parte de la evidencia de la guerra en el registro arqueológico [que incluía los castros de montaña] se crea como un elemento de disuasión, o para simbolizar la naturaleza del conflicto en lugar del acto físico».  De esta manera, los castros habrían sido en muchos aspectos simbólicamente defensivos más que prácticos, en un período en que la guerra consistía principalmente en amenazar a sus enemigos en lugar de entrar en conflicto abierto con ellos. 

#### Uso ceremonial y ritual
Mark Bowden y Dave McOmish, escribieron en 1989, señalando que «la idea de que algunos castros realizaran funciones ceremoniales no es nueva, pero la discusión se ha concentrado en la posible existencia de santuarios y templos dentro de las defensas». En cambio, propusieron que «la morfología y la topografía de las propias murallas pueden indicar una actividad ceremonial».
Sue Hamilton y John Manley señalaron que los arqueólogos deben tener en cuenta una visión fenomenológica de los castros dentro de sus paisajes, señalando que «los castros proporcionan un lugar definido desde el cual ver el ‘mundo’... Esta experiencia de cambio de perspectivas visuales se pierde en gran parte en publicaciones académicas, pero, debe haber sido un aspecto preeminente de como los constructores y usuarios de los castros los describieron y entendieron.».

### Sur de Gran Bretaña romana
En el siglo I, el sur de Gran Bretaña fue conquistado y absorbido por el Imperio romano, lo que llevó a la creación de una cultura híbrida romano-británica dentro de lo que ahora se conoce como Gran Bretaña romana.
Parece que el asentamiento cesó en muchos castros en la Britania romana. Por ejemplo, los arqueólogos que trabajan en Dinas Powys en el Vale of Glamorgan, en el sur de Gales, notaron que aunque en el sitio se encontraron artefactos que eran claramente de naturaleza romano-británica, no se encontraron en cantidades suficientes para implicar un asentamiento, y que tampoco hubo evidencia de ninguna construcción durante los primeros cuatro siglos de nuestra era. Concluyeron, por lo tanto, que bajo el dominio romano, Dinas Powys había sido efectivamente abandonado.
Sin embargo, en el extremo sudoeste, se continuaron construyendo asentamientos cerrados, aunque a una escala mucho menor, como en Chysauster o las Kelly Rounds que se encuentran en Cornualles, lo que presumiblemente refleja un menor grado de influencia romana, que continuó hasta la Britania posromana .

### Norte de Britania
El Imperio romano nunca ocupó el norte de Gran Bretaña —que en esta época era en gran medida el equivalente geográfico al posterior Estado-nación de Escocia—, y como tal, una cultura británica nativa de la Edad del Hierro pudo continuar aquí con menos interferencia imperial. Esto tuvo algo que ver con la naturaleza de las fortalezas de las colinas en este período. El arqueólogo Leslie Alcock observó que un paréntesis en la construcción de castros en los primeros siglos de nuestra era fue seguido por una nueva ola de construcción que comenzó en el siglo III, cobrando impulso en el V, y quizás se extendió hasta el VIII. Además, de todos los castros del norte con fechas radiométricas, cerca de la mitad eran fuertes anteriores que habían sido renovados en el período posterior, o eran recién construidos en sitios vírgenes en el período posterior.

## Primeros castros medievales

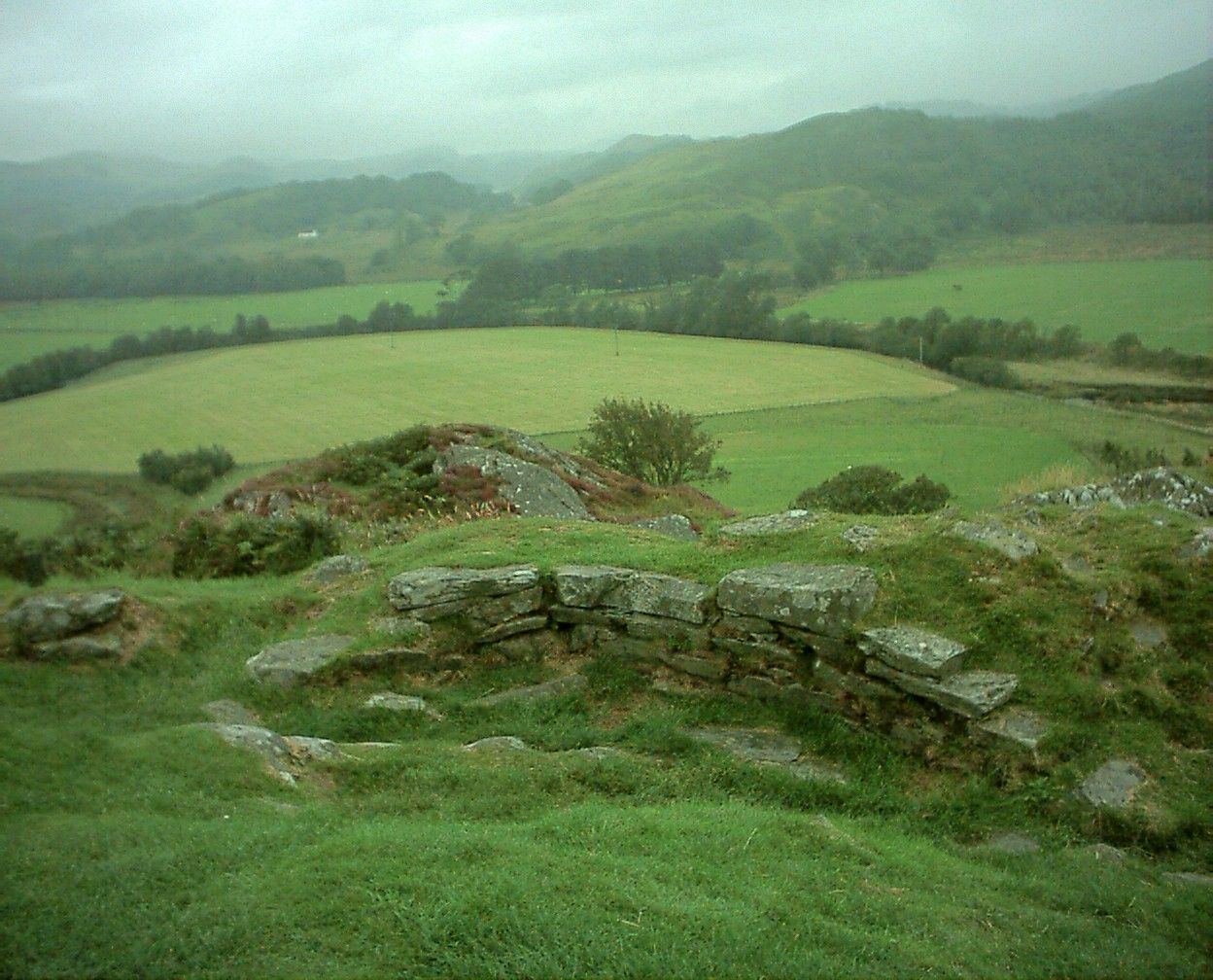
El fuerte de la colina Dunadd cerca de Kilmartin en Argyll, similar a los castros de Irlanda e ibéricos.

En el período medieval temprano, que comenzó en el siglo V de la era cristiana, gran parte del sur de Gran Bretaña —que comprende la zona que más tarde se convirtió en el Estado-nación de Inglaterra—, adoptó una variante de la cultura germánica de la Europa continental, probablemente debido a la migración de esa región. Estos pueblos germánicos, los anglosajones, típicamente no construyeron o reutilizaron los castros. Sin embargo, en el norte y el oeste de Gran Bretaña, zonas que conservaban un vínculo cultural con la anterior Edad del Hierro, el uso de los castros continuó.
Después de observar la diferencia entre la Edad del Hierro y los castros de la Alta Edad Media, el arqueólogo Leslie Alcock pensó que era razonable inferir que las condiciones políticas y sociales que exigían los enormes castros de la Edad del Hierro prerromana, y que tenían la mano de obra para construirlos, ya no existían en —los siglos V y VI d. C.—. Esto implica un cambio notable en la organización social.

### Britania occidental
En Gales y el West Country, la cultura británica de la Edad del Hierro continuó, en gran medida libre de la adopción de la cultura anglosajona. Por ejemplo, el castro de Dinas Powys en el sur de Gales tuvo el reasentamiento en el siglo V, así como el Castillo de Cadbury de Somerset que ha revelado evidencia significativa para la construcción de un «Gran Salón» subromano dentro del recinto, habiendo sido asociado por mucho tiempo con el mítico Camelot.

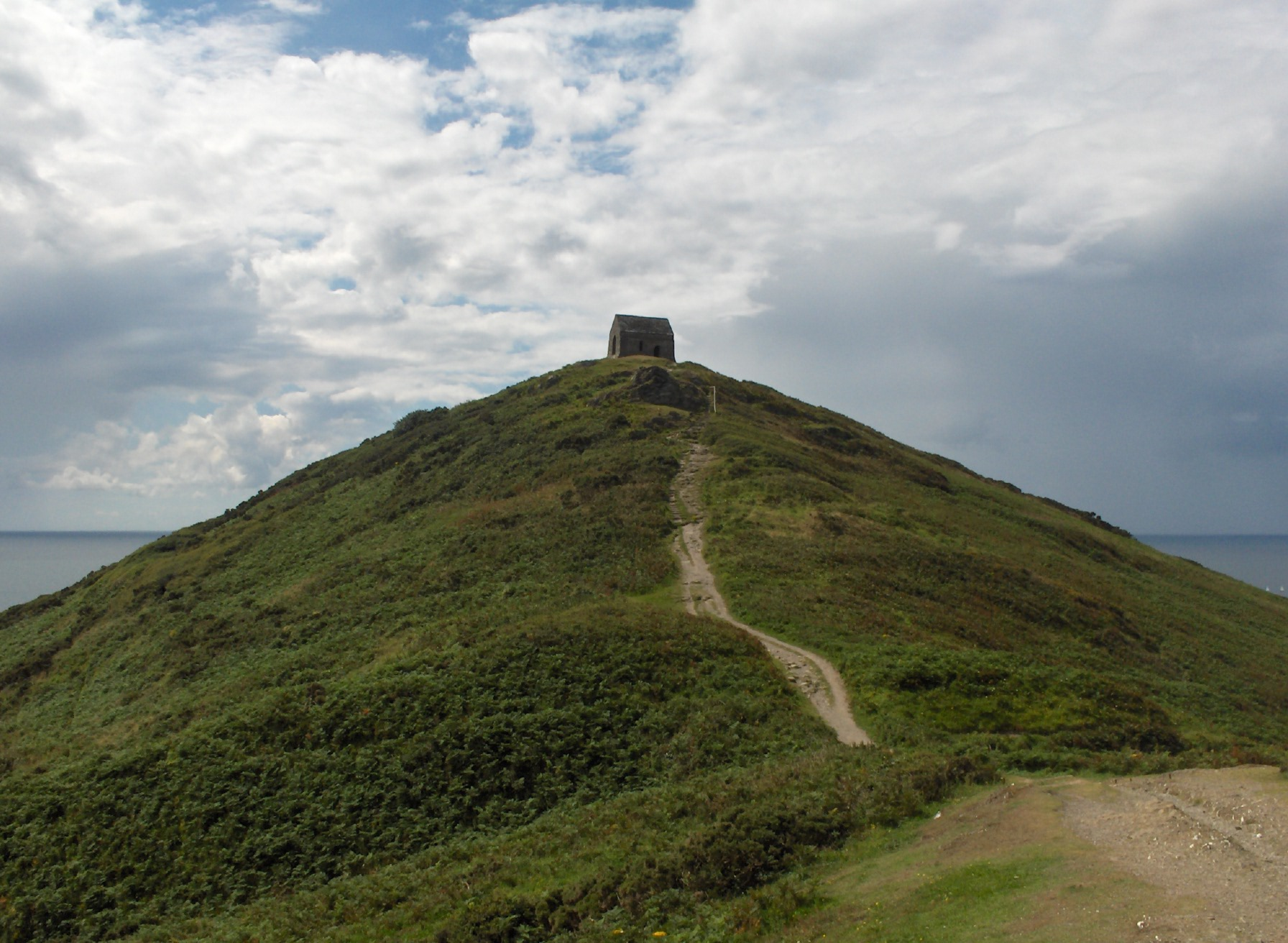
Rame Head en el paisaje.

En otros casos, las posiciones defensivas también fueron re-ocupadas, por ejemplo, en la península defensiva de Tintagel en Cornualles, un castro de promontorio conocido como Castillo de Tintagel, fue construido en el período Medieval temprano, con la creencia de los arqueólogos, de que actuaba como «fortaleza para los reyes post-romanos de Domnonia». Varios castros similares promontorios de Cornualles, así como en la vecina Bretaña, muestran signos de ocupación de este período y se asocian a menudo con las llamadas ermitas y/o capillas del cristianismo celta como la de Rame Head, St Ives (Cornualles), St Michael's Mount, Monte Saint-Michel o la Isla Burgh, recientemente excavadas por el programa de televisión arqueológico de Channel 4 Time Team'.

### Norte de Bretaña

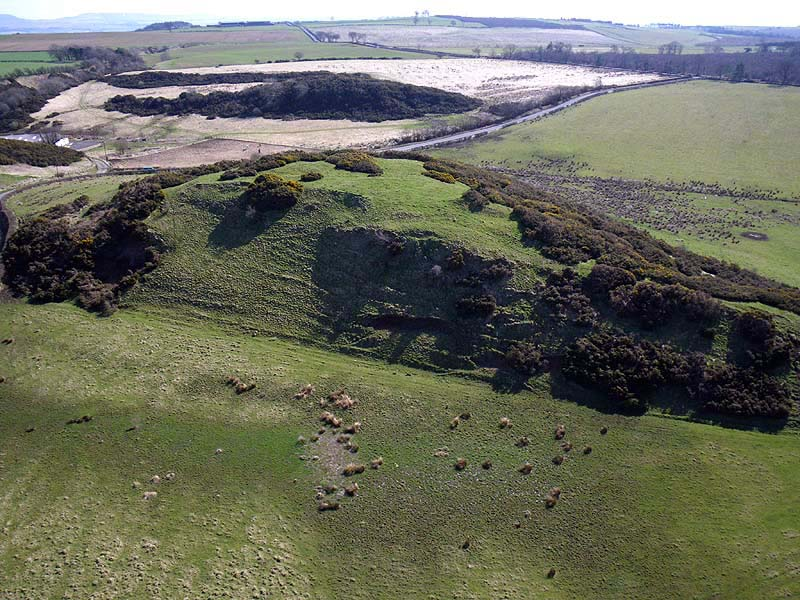
Fotografía aérea de Peace Knowe Hillfort

El norte de Bretaña nunca había sido conquistado por el Imperio Romano, y por lo tanto la Edad del Hierro procedió directamente al Medievo Temprano sin la intervención imperialista. Según Leslie Alcock, la «guerra» fue quizás la «principal actividad social en el norte histórico temprano de Gran Bretaña», jugando un papel importante en la «prosa y poesía contemporánea», y por esta razón muchos castros de este período han sido comúnmente considerados como estructuras defensivas diseñadas para repeler ataques.
Los castros de promontorio ocupados en el período Medieval temprano parecen haber sido principalmente asentamientos para la élite social, las clases dominantes que gobernaban la sociedad. Los pueblos británicos del norte que construyeron fuertes en las colinas conocían varias formas de los monumentos, lo que llevó a Alcock a señalar que «los tres pueblos celtas del norte de Gran Bretaña británicos, pictos y gaélicos] eran plenamente conscientes del potencial de los diferentes tipos de fuertes y los utilizaban de forma variada, teniendo en cuenta sólo el terreno local, los materiales de construcción y las necesidades político-militares».